# Balimbing (Natal)
Balimbing is een bestuurslaag in het regentschap Mandailing Natal van de provincie Noord-Sumatra, Indonesië. Balimbing telt 800 inwoners (volkstelling 2010).